# Eleutherotheca fungosa
Eleutherotheca fungosa är en insektsart som först beskrevs av Bolívar, I. 1889.  Eleutherotheca fungosa ingår i släktet Eleutherotheca och familjen gräshoppor. Inga underarter finns listade i Catalogue of Life.